# Ковальский, Матеуш
Мате́уш Кова́льский (пол. Mateusz Kowalski; 21 июля 2005, Тчев) — польский футболист, нападающий клуба «Парма».

## Клубная карьера
Заниматься футболом Матеуш Ковальский начал в родном городе Тчев. В 2020 году он присоединился к молодёжной команде клуба «Ягеллония». В первом туре сезона 2022/23 против «Пяста» Ковальский дебютировал на профессиональном уровне. Он вышел на замену в конце матча и через несколько минут отличился забитым голом.
В январе 2023 года футболист перешёл в Примаверу итальянского клуба «Парма». Его первая игра в новой команде состоялась 11 августа 2024 года в кубковом матче против «Палермо». В чемпионате Италии полузащитник впервые сыграл 31 августа, когда вышел с первых минут на игру против «Наполи».
В сентябре 2024 года на тренировке юношеской сборной Польши Матеуш Ковальский получил травму крестообразных связок и на длительное время выбыл из игры.

## Карьера в сборной
В 2023 году в составе юношеской сборной Польши (U-19) Ковальский участвовал в юношеском чемпионате Европы на Мальте. Где сыграл только одну игру на групповом этапе против Италии.